# Synagoga Mordki Hejlmana i Herszela Fejla w Łodzi
Synagoga Mordki Hejlmana i Herszela Fejla w Łodzi – prywatny dom modlitwy znajdujący się w Łodzi przy ulicy Kamiennej 9.
Synagoga została zbudowana w 1899 roku z inicjatywy Mordki Hejlmana i Herszela Fejla. Mogła ona pomieścić 30 osób. Podczas II wojny światowej budynek został zdewastowany przez hitlerowców.